# Peter Frenkel
Peter Frenkel, född den 13 maj 1939 i Eckartsberga, Tyskland, är en östtysk friidrottare inom gång.
Han tog OS-guld på 20 kilometer gång vid friidrottstävlingarna 1972 i München. Vid olympiska sommarspelen 1976 vann han en bronsmedalj och han ingick tre gånger tillsammans med andra tävlande i det vinnande östtyska laget vid IAAF World Race Walking Cup. Året 1972 hade han världsrekordet över 20 km och samma år över 30 km (inomhus).
Frenkel sysslar efter idrottskarriären med fotografi, bland annat för sporttidningar. Han är även ledamot av Tyskland NOK.